# NGC 156
NGC 156 je dvostruka zvijezda u zviježđu Kitu.

## Vanjske poveznice
- SEDS: NGC 0156